# Kanton Grandpré
Der Kanton Grandpré war bis 2015 ein französischer Wahlkreis im Arrondissement Vouziers, im Département Ardennes und in der Region Champagne-Ardenne; sein Hauptort (frz.: chef-lieu) war Grandpré. Die landesweiten Änderungen in der Zusammensetzung der Kantone brachten im März 2015 seine Auflösung. Vertreter im Generalrat des Départements war zuletzt Jean-Luc Warsmann.
Der Kanton Grandpré war 208,66 km² groß und hatte 2069 Einwohner (Stand: 2012).

## Gemeinden
Der Kanton bestand aus 18 Gemeinden:
| Gemeinde              | Einwohner (Stand: 2022) | Code postal | Code Insee |
| --------------------- | ----------------------- | ----------- | ---------- |
| Apremont              | 120                     | 08250       | 08017      |
| Beffu-et-le-Morthomme | 39                      | 08250       | 08056      |
| Champigneulle         | 53                      | 08250       | 08098      |
| Chatel-Chéhéry        | 129                     | 08250       | 08109      |
| Chevières             | 46                      | 08250       | 08120      |
| Cornay                | 67                      | 08250       | 08131      |
| Exermont              | 33                      | 08250       | 08161      |
| Fléville              | 93                      | 08250       | 08171      |
| Grandham              | 36                      | 08250       | 08197      |
| Grandpré              | 506                     | 08250       | 08198      |
| Lançon                | 31                      | 08250       | 08245      |
| Marcq                 | 89                      | 08250       | 08274      |
| Mouron                | 74                      | 08250       | 08310      |
| Olizy-Primat          | 224                     | 08250       | 08333      |
| Saint-Juvin           | 100                     | 08250       | 08383      |
| Senuc                 | 152                     | 08250       | 08412      |
| Sommerance            | 48                      | 08250       | 08425      |
| Termes                | 138                     | 08250       | 08441      |

## Bevölkerungsentwicklung
| 1962 | 1968 | 1975 | 1982 | 1990 | 1999 | 2012 |
| ---- | ---- | ---- | ---- | ---- | ---- | ---- |
| 2673 | 3013 | 2561 | 2350 | 2165 | 2095 | 2069 |